# René Moucadel
René Moucadel est un écrivain, poète et metteur en scène français de théâtre, d'expression provençale.

## Biographie
Né le 27 février 1949 à Avignon, René Moucadel obtient une maîtrise ès lettres classiques en 1987, puis le CAPES de langue d'oc en 1992.
Après des débuts comme surveillant de collège, il est formateur au GRETA d'Avignon, puis enseigne le provençal dans cette ville, ainsi que comme chargé de cours à l'université à partir de 1998.
Il mène en parallèle une carrière théâtrale, se produisant sur les planches avant de mettre en scène plusieurs pièces dans le cadre de sa troupe Lou Tiatre de la Granouio.
Il collabore à l'Armana prouvençau, L'Astrado, Lou Prouvençau à l'escolo, L'Armana di felibre, Li Nouvello de Prouvènço, ou Deman un païs.
En 2001, il est brièvement maire de Maillane. Il est ensuite adjoint délégué à la Culture jusqu'en 2020.
Depuis sa fondation en 2003, il préside le Centre Max-Philippe-Delavouët.

## Production littéraire
Il reçoit le prix Frédéric-Mistral en 1996 pour son recueil poétique De cop, la nèu. Dans ce registre, il livre aussi Darrié l'oustau en 2004.
Mais il s'est surtout adonné au théâtre. Michel Courty relève que pour écrire ses pièces, il part le plus souvent d'un fait d'actualité pour illustrer une idée. Ainsi dans Aquéu putan de TGV, il exprime surtout sa défense du paysage provençal.
Lou Grand Embut (2002) se veut surtout une adaptation libre de Huis clos de Jean-Paul Sartre.
L'ensemble de son œuvre littéraire est lui couronné par le grand prix littéraire de Provence (2000) et le grand prix de L'Astrado prouvençalo (2001).

## Ouvrages
- Aquéu putan de TGV !, Maillane, chez l'auteur, 1992 (BNF 35529396).
- Lis Eleicioun, Berre-l'Étang, L'Astrado, 1995  (ISBN 2-85391-072-5).
- De cop, la nèu, L'Astrado, 1996  (ISBN 2-85391-079-2).
- Lou Pantai de dono Caddie, chez l'auteur, 1999 (BNF 37054427).
- Blanc, blanc, blanc e rouge, chez l'auteur, 1999 (BNF 37206510).
- Lou Grand Embut, L'Astrado, 2002  (ISBN 2-85391-092-X).
- Darrié l'oustau, chez l'auteur, 2004 (BNF 39250413).
- Avec Nathalie Simian-Seisson, Sur les incipit de Mistral, Maillane, chez l'autrice, 2004  (ISBN 2-9521423-0-0).